# Istituto nazionale di ricerca per gli alimenti e la nutrizione
L'Istituto nazionale di ricerca per gli alimenti e la nutrizione (INRAN) era un istituto pubblico di ricerca alimentare, alle dipendenze del ministero delle politiche agricole alimentari e forestali.
È stato soppresso con l'articolo n.12 del decreto-legge n. 95 del 2012. Nel 2013 è diventato un Centro di ricerca del Consiglio per la ricerca e la sperimentazione in agricoltura (CRA) ed ha assunto la denominazione di Centro di Ricerca per gli Alimenti e la Nutrizione CRA-NUT.
Nel 2015 il Centro di Ricerca per gli Alimenti e la Nutrizione è confluito, insieme a tutto il CRA, nel nuovo ente costituitosi dall'unione del CRA con l'Istituto nazionale di economia agraria: il CREA.
È stato un ente pubblico di ricerca, istituito con decreto legislativo n. 454 del 29 ottobre 1999 a sostituzione del precedente Istituto nazionale della nutrizione.
L'istituto nacque nel 1936 sotto la direzione di Sabato Visco, col nome di Istituto nazionale di biologia come parte del Consiglio nazionale delle ricerche.
Nel 1958, con la legge n.199 del 6 marzo 1958, cambiò denominazione in Istituto nazionale della nutrizione, e diventò ente di diritto pubblico. Venne riorganizzato con la legge n. 258 del 25 febbraio 1963.
L'INRAN aveva come compito istituzionale quello di redigere le linee guida per la corretta alimentazione, attualmente disponibili online nella revisione del 2003.
Il Centro pubblica delle tabelle utilizzate da dietologi ed esperti del mondo della nutrizione. Le tabelle contengono i valori nutrizionali dei principali alimenti (vitamine, proteine, sali minerali, grassi saturi e insaturi, profilo di amminoacidi, ecc.).
Un servizio simile è fornito negli Stati Uniti dal National Nutrient Database for Standard Reference.